# Orazio Antinori
Pour les articles homonymes, voir Antinori.
Le marquis Orazio Antinori est un explorateur et un zoologiste italien, né le 28 octobre 1811 à Pérouse (Italie) et mort le 26 août 1882 dans le Choa en Abyssinie.

## Biographie
Il étudie les sciences naturelles à Pérouse et à Rome. Il collabore avec Charles-Lucien Bonaparte et illustre l’Iconografia della Fauna Italica.
À partir du milieu des années 1840, le marquis Antinori commence à s’intéresser à la politique et travaille également comme journaliste. Il combat, en 1848, contre les Napolitains avec le rang de capitaine et il adhère à la Maçonnerie avec Ariodante Fabretti, dans le Rite écossais ancien et accepté. L’entrée des troupes françaises l’oblige à s’exiler. Il se rend à Athènes puis, l’année suivante, à Smyrne. Antinori s’intéresse à l’avifaune de la région. En 1854, il accompagne la princesse Cristina Belgiojoso en Syrie. Il revient et visite l’Asie mineure.
En 1859, il part pour l'Égypte et visite le Nil supérieur qu’il parcourt, en 1860-1861, avec Carlo Piaggia (v. 1830-1882). Il vend sa riche collection ornithologique au muséum de Turin et fait paraître le catalogue de celle-ci. Après avoir fait un long séjour en Tunisie, il représente l’Italie à l’inauguration du canal de Suez. Le marquis Antinori accueille Sapeto et Odoardo Beccari qui le rejoignent, ainsi que le professeur Arturo Issel, pour une expédition en mer Rouge et en Abyssinie. Le marquis y constitue d’importantes collections d’histoire naturelle. À son retour en Italie, il devient le secrétaire de la Société géographique italienne.
En 1874, Antinori étudie les chotts près de Tunis. En 1876, il participe à une expédition en Afrique orientale.
Sa tombe, à la station italienne de Let-Marafia qu'il a fondée (auj. Lit Marefià) près d'Ankober, est représentée dans l'ouvrage de Jules Borelli, Éthiopie méridionale.